# Andreea Acatrinei
Andreea Acatrinei (Brașov, 7 aprile 1992) è una ginnasta romena, vincitrice della medaglia di bronzo nel concorso a squadre alle olimpiadi di Pechino.

## Palmarès
- Giochi olimpici estivi

Pechino 2008: bronzo nel concorso a squadre.